# La Casona
La Casona és un palau situat al núm. 23 de l'avinguda Puente Carlos III de Reinosa (Cantàbria, Espanya). Actualment centralitza els serveis de biblioteca de la casa de cultura municipal, sala d'exposicions, centre de serveis de comunicacions, sala d'estudi i oficina de turisme. La seva façana va ser declarada bé d'interès cultural (BIC) el 22 de novembre de 1982.

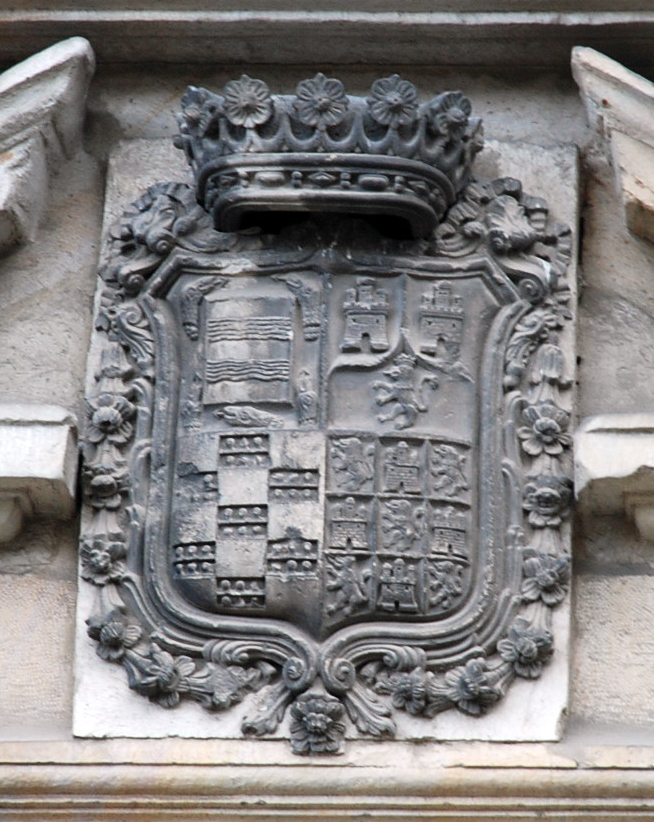
Escut d'armes de l'edifici

L'edifici es va construir en 1788, dirigit per un arquitecte anomenat Gandarillas. D'aquest projecte va quedar poc més que les façanes després d'incendiar-se el 1808. Cap a 1910 es va reconstruir, en part en formigó armat, respectant-se les façanes de pedra.
Està construïda seguint els cànons clàssics en voga al segle xviii. Posseeix una entrada flanquejada per columnes d'ordre toscà que aguanten un balcó. La façana principal és de carreus i està ritmada amb pilastres.
El palau consta de tres plantes, estant la primera encoixinada i l'última rematada amb una cornisa destacable que dona la volta a tot l'edifici; sobre aquesta hi ha un altre cos, afegit al segle xx. Destaca especialment la conservació i la qualitat de la serralleria dels balcons, del segle xviii.